# 拉穆薩拉山脈

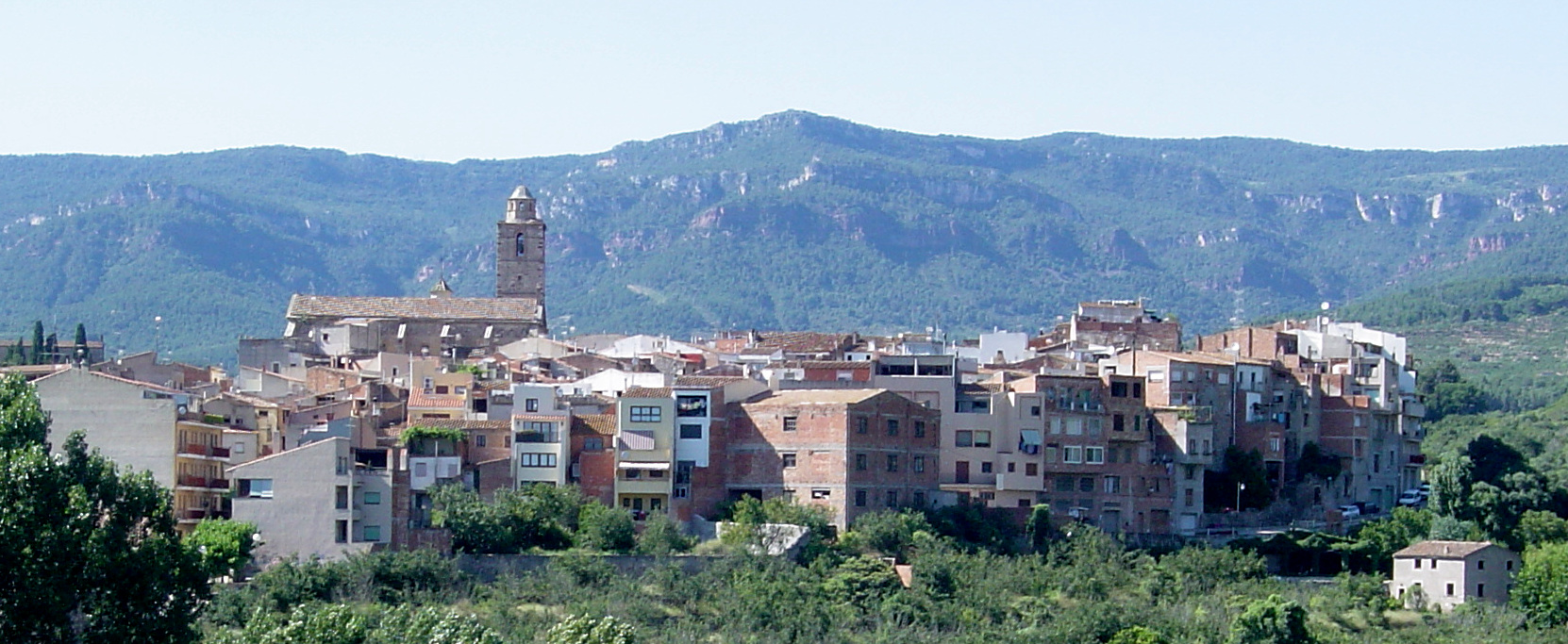

41°15′28.73″N 1°3′20.80″E / 41.2579806°N 1.0557778°E
拉穆薩拉山脈，是西班牙的山脈，位於該國東北部加泰羅尼亞，屬於加泰羅尼亞前海岸山脈中普拉德斯山脈的一部分，最高點海拔高度1,056米。